# Solaria
Solaria Energía y Medio Ambiente és una empresa especialitzada en el desenvolupament i la generació d'energia solar fotovoltaica a Europa. Des dels seus inicis, l'any 2002, s'ha especialitzat en les energies renovables i, més específicament, en la implantació i el desenvolupament de tecnologia solar fotovoltaica, passant des de la fabricació de panells fotovoltaics fins al desenvolupament i la gestió de plantes solars.
Cotitza a la borsa espanyola des del 2007. El 2020 va entrar a formar part de l'índex borsari IBEX 35, reemplaçant MasMóvil.